# Édouard Emmanuel Grenier
Pour les articles homonymes, voir Grenier (homonymie).
Le baron Édouard Emmanuel Grenier-Lefebvre, né le 20 octobre 1795 à Gand, où il est mort le 6 août 1870, est un homme politique belge.
Édouard Grenier épousa la nièce de Léopold Lefebvre.

## Fonctions et mandats
- Consul des Pays-Bas à Gand
- Conseiller communal de Gand
- Président de la Chambre de commerce de Gand
- Sénateur par l'arrondissement de Gand : 1848-
- Secrétaire du Sénat belge : 1851-1854
- Vice-président du Sénat belge : 1854-1855, 1863-

## Sources
- Ferd Veldekens, Le livre d'or de l'ordre de Léopold et de la croix de fer, Volume 1, 1858
- Revue tournaisienne : histoire, archéologie, art, folklore, volumes 3 à 4, Établissements Casterman, 1907